# Danièle Thompsonová
Danièle Thompsonová (* 3. ledna 1942 Monako) je monacká filmová režisérka a scenáristka. Je dcerou francouzského režiséra Gérarda Ouryho a herečky Jacqueline Romanové.
Napsala scénáře k řadě velmi úspěšných filmů včetně Bratranec a sestřenice, Večírek, Belphegor: Fantom Louvru, Královna Margot a Felix a Rose - Láska po francouzsku, který také režírovala. Za scénář k filmu Bratranec a sestřenice byla v roce 1976 nominována na Oscara, stejně jako na francouzského Césara. Její film Sedadla v parteru z roku 2006 byl francouzským kandidátem na Oscara za nejlepší zahraniční film. Po otci je napůl Židovka a v roce 1986 byla v porotě filmového festivalu v Cannes.
V roce 2009 podepsala petici na podporu filmového režiséra Romana Polanského, která požadovala jeho propuštění poté, co byl zatčen ve Švýcarsku v souvislosti s případem sexuálního zneužívání z roku 1977.
V roce 2010 se připojila k Isabelle Adjaniové, Paulu Austerovi, Isabelle Huppertové, Milanu Kunderovi, Salmanu Rushdiemu, Mathilde Seignerové, Jean-Pierre Thiolletovi a Henri Tisotovi při podpisu petice na podporu Romana Polanského, když byl filmový režisér dočasně zatčen švýcarskou policií na žádost úřadů USA.
Jejím synem je herec Christopher Thompson. Napsali spolu několik scénářů, například k filmům Felix a Rose - Láska po francouzsku a Pusa.

## Filmografie
| Rok          | Titul                                     | Role                                    | Poznámky |
| ------------ | ----------------------------------------- | --------------------------------------- | --- |
| 1966         | Velký flám                                | Scenáristka                             | |
| 1969         | Velký šéf                                 | Scenáristka                             | |
| 1971         | Pošetilost mocných                        | Scenáristka                             | |
| 1973         | Dobrodružství rabína Jákoba               | Scenáristka                             | |
| 1975         | Bratranec a sestřenice                    | Scenáristka                             | Nominováno – Oscar za nejlepší původní scénář Nominováno – César pro nejlepší původní scénář nebo adaptaci                                  |
| 1978         | La Carapate                               | Scenáristka a skladatelka filmové hudby | |
| 1978         | Va voir maman, papa travaille             | Scenáristka                             | |
| 1978         | Claudine                                  | Scenáristka                             | Televizní seriál (3 epizody) |
| 1980         | Rána deštníkem                            | Scenáristka                             | |
| 1980         | Večírek                                   | Scenáristka                             | |
| 1980         | Petit déjeuner compris                    | Scenáristka                             | Televizní minisérie |
| 1982         | Eso es                                    | Scenáristka                             | |
| 1982         | Večírek 2                                 | Scenáristka                             | |
| 1984         | Pomsta okřídleného hada                   | Scenáristka                             | |
| 1986         | Le Tiroir secret                          | Scenáristka a skladatelka filmové hudby | Televizní minisérie |
| 1987         | Nemoc lásky                               | Scenáristka                             | |
| 1987         | Lévy et Goliath                           | Scenáristka                             | |
| 1988         | L'Étudiante                               | Scenáristka                             | |
| 1989         | Vanille fraise                            | Scenáristka                             | |
| 1991         | La neige et le feu                        | Scenáristka                             | |
| 1992         | La femme de l'amant                       | Scenáristka                             | Televizní film |
| 1992–present | Une famille formidable                    | Tvůrkyně a scenáristka                  | Televizní seriál (12 epizody) |
| 1993         | Les marmottes                             | Scenáristka                             | |
| 1994         | Královna Margot                           | Scenáristka                             | Nominováno – César pro nejlepší původní scénář nebo adaptaci                                                                                |
| 1997         | Le Rouge et Le Noir                       | Scenáristka                             | Televizní film |
| 1997         | Des gens si bien élevés                   | Scenáristka                             | Televizní film |
| 1998         | Paparazzi                                 | Scenáristka                             | |
| 1998         | Všichni, kdo mě mají rádi, pojedou vlakem | Scenáristka                             | Nominováno – César pro nejlepší původní scénář nebo adaptaci                                                                                |
| 1999         | Pusa                                      | Režisérka a scenáristka                 | Cena Lumières za nejlepší scénář Nominováno – César pro nejlepší filmový debut Nominováno – César pro nejlepší původní scénář nebo adaptaci |
| 1999         | Tchyně                                    | Scenáristka a skladatelka filmové hudby | |
| 2000         | La bicyclette bleue                       | Scenáristka                             | Televizní minisérie |
| 2001         | Belphegor: Fantom Louvru                  | Scenáristka                             | |
| 2002         | Felix a Rose - Láska po francouzsku       | Režisérka a scenáristka                 | |
| 2004         | Žirafí krk                                | Scenáristka                             | |
| 2006         | Sedadla v parteru                         | Režisérka a scenáristka                 | Nominováno – César pro nejlepší původní scénář Nominováno – Globe de Cristal za nejlepší film                                               |
| 2006         | Les grandes occasions                     | Scenáristka                             | Televizní film |
| 2009         | Změna plánů                               | Režisérka a scenáristka                 | |
| 2013         | Des gens qui s'embrassent                 | Režisérka a scenáristka                 | |
| 2016         | Cézanne a já                              | Režisérka a scenáristka                 | |